# Netsilik

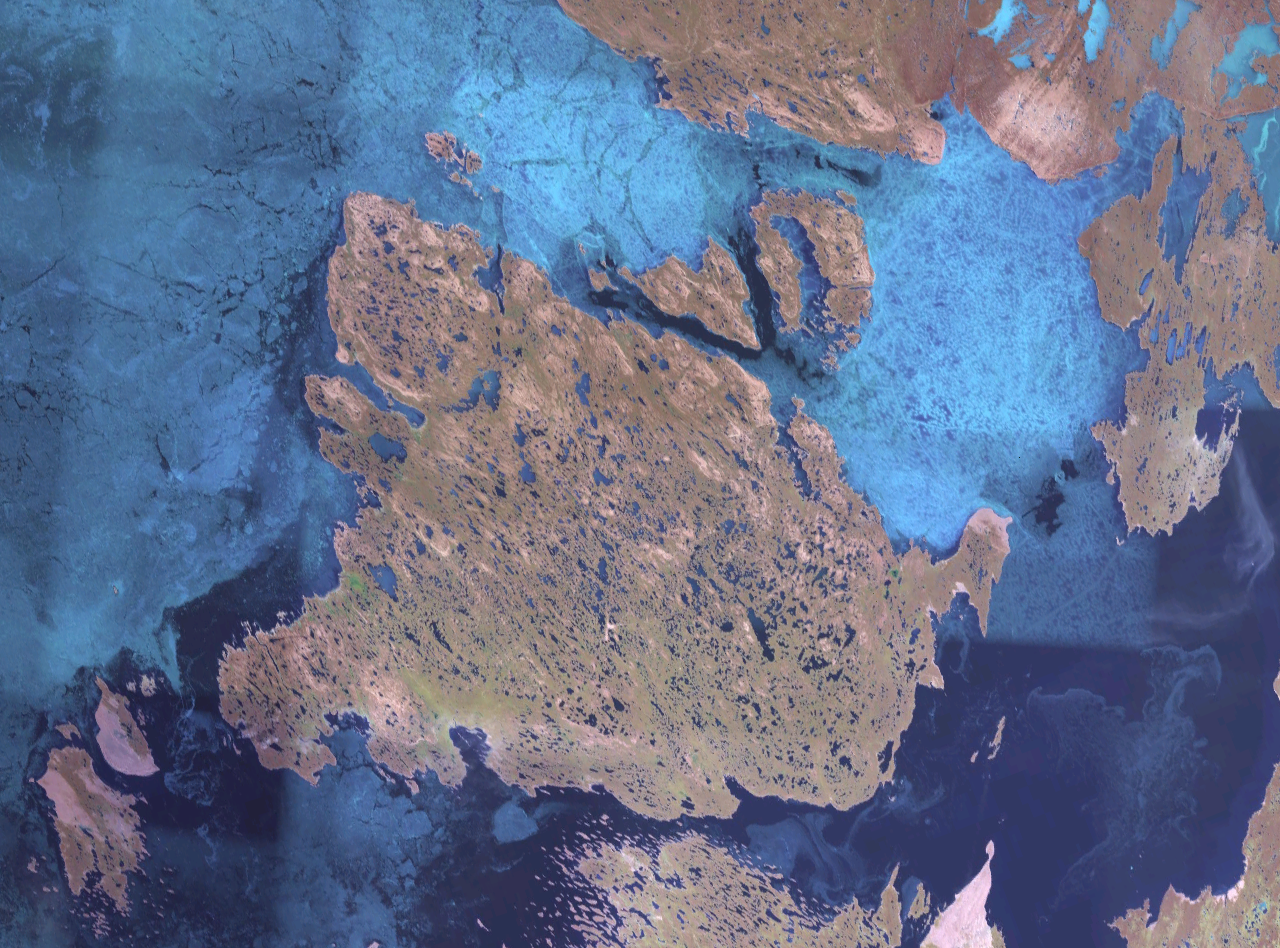
King-William-Insel Satelliten-Bild

Netsilik- oder richtiger Natsilik-Inuit, auch Natsilingmiut (Inuktitut für „Bewohner des Robbenorts“ von „Natsiq“, Robbe), nennt sich eine kleinere Inuit-Gruppe, die an der arktischen Nordküste Kanadas auf der Halbinsel Boothia und auf der King-William-Insel zwischen dem 68. und 70. Grad n. Br. sowie dem 89. und 95. Grad w. L. beheimatet ist und heute in den Siedlungen Gjoa Haven, Kugaaruk und Taloyoak lebt. Ihre Zahl betrug 1923 nach Rasmussen 259 (150 Männer und 109 Frauen); um das Jahr 2000 lebten in den drei genannten Siedlungen rund 2.400 Inuit.
Ihre traditionellen Lebensgewohnheiten gelten als besonders gut bekannt, da diese von Heinrich Klutschak (1879), Roald Amundsen (1903–1905) und Knud Rasmussen (1920er Jahre) erforscht wurden. Rasmussen erkannte bei seiner Forschungsreise, dass die meisten Natsilik-Inuit auf Grund ihrer abgeschotteten Lage zuvor noch nie einen Stammesfremden gesehen hatten. Der Stamm der Natsilik-Inuit war der letzte, welcher das traditionelle Nomadenleben aufgab. Von 1959 bis 1965 hielt der amerikanische Anthropologe Asen Balikci die Lebensweise der Natsilik mit der Filmkamera fest. Dabei konnte beobachtet werden, dass sie im Sommer Insekten essen und Fleisch, welches bereits von Maden zersetzt worden ist.
Wichtige Details vom Leben in der Siedlung Taloyoak hat Ernie Lyall 1979 in seiner Biografie An Arctic Man festgehalten.
|  |  |  |